# Prefix (radio)
Een prefix is in het radioverkeer een aanduiding voor de eerste drie karakters van de roepletters van een radiostation of televisiestation. De toewijzing van prefixen is internationaal vastgelegd. Het gebruik van een specifiek toegewezen prefix is een zaak van een nationale overheid.

## Nederland
Nederland heeft in het radioverkeer de prefixen PAA t/m PIZ toegewezen gekregen. Die worden als volgt gebruikt:
- PA, PB, PC, PD, PE, PF, PG, PH, PI: voor radiozendamateurs; het derde karakter is altijd een cijfer (0-9)
- PA: Koninklijke Marine (scheepvaart)
- PB: Koninklijke Marine (luchtvaart)
- PC: voor civiele stations die te maken hebben met de scheepvaart (bijvoorbeeld PCH voor Scheveningen Radio)
- PH: voor stations die te maken hebben met de civiele luchtvaart

Ieder vliegtuig heeft eigen registratieletters, die in de kleine luchtvaart tevens dienen als roepletters. Deze zijn op het toestel geschilderd. Dit is om praktische redenen gedaan: op die manier kan de luchtverkeersleiding de roepletters van een toestel zien, en het oproepen als dat nodig is. Tot in de jaren 1920 waren er geen bindende afspraken over het gebruik van roepletters.
Nederland had zelf het prefix H-N (N van Nederland) gekozen. Een voorbeeld: de roepletters van de Eerste KLM vlucht naar Nederlands-Indië waren H-NACC. Bij het vaststellen van de eerste prefixlijst tijdens de ITU-conferentie van 1927 in Washington werd H-N echter niet aan Nederland toegekend; Nederland kreeg de letters PAA–PZZ. Hieruit werd het prefix PH voor vliegtuigen gekozen; de Uiver had bijvoorbeeld PH-AJU als roepletters. HN is tegenwoordig aan Irak toegewezen.
Oorspronkelijk was aan Nederland de gehele letter P, dat wil zeggen PAA–PZZ, toegewezen. De voormalige Nederlandse koloniën hebben een prefix uit de Nederlandse reeks toegewezen gekregen.

### Indonesië
Hoewel Indonesië in de tijd dat het nog Nederlands-Indië heette het prefix PK gebruikte, wordt aan radiozendamateurs tegenwoordig een prefix uit de eveneens aan Indonesië toegewezen reeks YBA–YHZ toegewezen. De prefixen PKA–POZ zijn nog steeds aan Indonesië toegewezen; vliegtuigen gebruiken het prefix PK.

### Suriname
Suriname heeft de prefixen PZA–PZZ toegewezen gekregen, nadat het van Nederland onafhankelijk werd in 1975.

### Nederlandse Antillen en Aruba
De Nederlandse Antillen, formeel vallend onder het Koninkrijk der Nederlanden, hebben de prefixen PJA–PJZ toegewezen gekregen.
Na het verkrijgen van de status aparte in 1986 heeft Aruba de prefixen P4A–P4Z toegewezen gekregen.
Wat er qua prefixen gaat gebeuren met de nieuw te vormen situatie (status aparte voor Curaçao en Sint Maarten en de vorming van gemeenten Bonaire, Saba en Sint Eustatius) binnen de Antillen is nog niet bekend. De letter P is inmiddels geheel vergeven: Brazilië heeft de resterende reeks PPA–PYZ toegewezen gekregen, Papoea-Nieuw-Guinea heeft P2A–P2Z, P3A–P3Z hoort bij Cyprus en P5A–P9Z bij Noord-Korea.

## België
Aan België is de prefixenreeks ONA–OTZ toegewezen. Deze worden als volgt gebruikt:
- ON, OO, OP, OQ, OR, OS, OT voor radiozendamateurs;[1] het derde karakter is altijd een cijfer (0-9)
- OO voor vliegtuigen
- OS voor scheepvaartstations (Oostende Radio is bijvoorbeeld OST en OSU)

België had voor de invoering van de ITU-roepletters zichzelf het prefix O-B (B van België) toegewezen. De eerste registratie was die van de O-BABA op 26 augustus 1920. OB is tegenwoordig aan Peru toegewezen.